# Lycomormium
Lycomormium é um género botânico pertencente à família das orquídeas (Orchidaceae). Foi proposto por Rchb.f. em Botanische Zeitung. Berlin 10: 833, em 1852. A espécie tipo é o Lycomormium squalidum (Poepp. & Endl.) Rchb.f., anteriormente Anguloa squalida Poepp. & Endl. O nome do gênero vem do grego lykos e mormo, fantasmagórico, terrível, em referência ao aspecto sombrio das flores desse gênero.

## Distribuição
Lycomormium constitui-se em seis ou sete espécies epífitas, ou terrestres, de crescimento cespitoso, da floresta Amazônica, de regiões próximas aos Andes no Equador, Peru e Colômbia, é também nas áreas ao redor das fronteiras brasileiras.

## Descrição
Trata-se de gênero em tudo muito próximo de Peristeria. Deste diferencia-se pela sépala dorsal de suas flores, na base unida às outras sépalas, e por apresentar com labelo inteiro ou trilobado, mas então o lobo mediano mais curto que os laterais. Há ainda certa controvérsia se a inflorescência ereta ou arqueada deveria servir como diferença entre estes gêneros, mas parece ter sido critério abandonado em favor das outras diferenças florais.